# روري وايت
روري وايت (بالإنجليزية: Rory White)‏ من مواليد 16 أغسطس 1959 في توسكيجي، هو مدرب كرة السلة أمريكي ولاعب سابق. بدأ مسيرته الاحترافية في سنة 1982. تم اختياره من قبل فريق فينيكس صنز خلال الدرافت. يبلغ طوله 6 قدم 8 بوصة (2.0 م)، اعتزل اللعب في 1994.

## المسيرة الاحترافية
لعب مع فينيكس صنز من سنة 1982 إلى 1984، ثم لعب مع ميلووكي باكز في سنة 1984، ثم لعب مع لوس أنجلوس كليبرز من سنة 1983 إلى 1987، ثم لعب مع نادي كولادو فيلابا لكرة السلة في موسم 1987–1988، ثم لعب مع نادي أوستند لكرة السلة في موسم 1990–1991.

## روابط خارجية
- روري وايت على موقع إن بي أي (الإنجليزية)
- روري وايت على موقع سبورتس رفرنس (الإنجليزية)
- روري وايت على موقع الدوري الإسباني لكرة السلة (الإسبانية)
- روري وايت على موقع كلية كرة السلة في سبورتس رفرنس.كوم (الإنجليزية)
- روري وايت على موقع ريلجم (الإنجليزية)
- روري وايت على موقع بروبوليرز (الإنجليزية)
- روري وايت على موقع سبورتس رفرنس (الإنجليزية)
- روري وايت على موقع سبورتس رفرنس (الإنجليزية)